# 拉马特尔
拉马特尔（法語：La Martre，法語發音：[la maʁtʁ] ⓘ）是法国普罗旺斯-阿尔卑斯-蓝色海岸大区瓦尔省的一个市镇，属于德拉吉尼昂区。

## 地理
拉马特尔（43°46'17"N, 6°35'54"E）面积20.37 平方千米，位于法国普罗旺斯-阿尔卑斯-蓝色海岸大区瓦尔省，该省份为法国东南部沿海省份，北起上普罗旺斯阿尔卑斯省，西北角与沃克吕兹省接壤，西接罗讷河口省，南濒地中海，东临滨海阿尔卑斯省。
与拉马特尔接壤的市镇（或旧市镇、城区）包括：塞拉农、巴尔热姆、拉巴斯蒂德、布勒农、沙托维约。

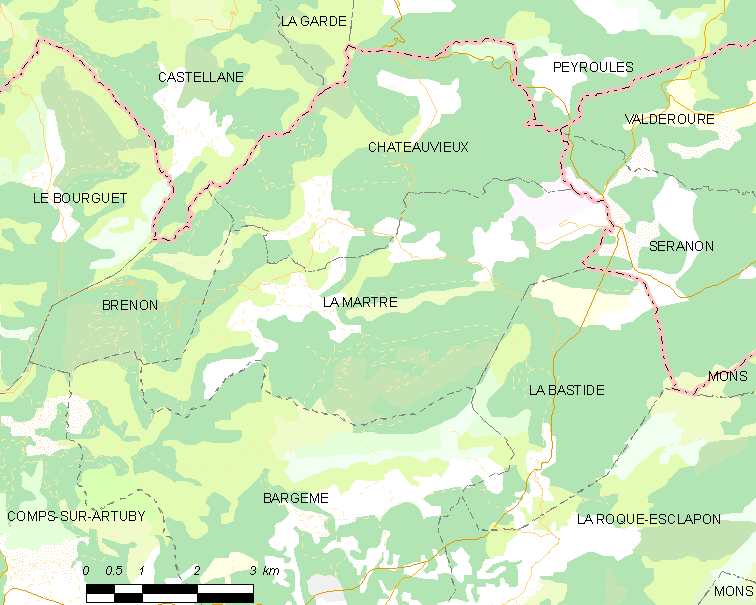
拉马特尔的OSM定位图

拉马特尔的时区为UTC+01:00、UTC+02:00（夏令时）。

## 行政
拉马特尔的邮政编码为83840，INSEE市镇编码为83074。

## 政治
拉马特尔所属的省级选区为弗拉约斯克县。

## 人口

1962-2008年间拉马特尔人口变化图示

拉马特尔于2022年1月1日时的人口数量为221人。